# Sahnovski
Sahnovski je priimek več oseb:
- Konstantin Viktorovič Sahnovski, sovjetski general
- Sergej Sahnovski, rusko-izraelski drsalec